# Matsnaberd
 Matsnaberd  o  Mlznaber  ( armenio: Մածնաբերդ ) , es una antigua fortaleza medieval armenia, situada en el sur de la población de Chovdar en el raión de Daşkəsən, de la actualmente (2016) Azerbaiyán. Se encuentra al este de una montaña rodeada de profundas gargantas.

## Historia
En las fuentes históricas se menciona a Matsnaberd como sede del rey Aghsart'an.
Después de la caída del rey Gurgen I d'Aghuània (fallecido en el 989) de la dinastía armenia de los Bagratuni, su hijo, David Anholin  fallecido en 1048), aprobó  las reglas de autoridad de Matsnaberd (donde sobrevivieron hasta final del siglo XIII) y los límites de su poder fueron extendidos a las provincias vecinas y sus castillos. Según el historiador armenio Mkhitar de Ayrivank (1222-1290): «Y para sorpresa de los reyes Bagratuni se quedó en Matsnaberd y en el nuevo castillo, con la construcción de fortalezas en muchos más distritos ... » Durante la primera mitad del siglo XII Matsnaberd sufrió ataques por parte de los selyúcidas y por un poco tiempo estuvo bajo el dominio de los mongoles.

## Arquitectura
A finales del siglo XIX, las puertas de la fortaleza realizadas con mortero y piedra irregular habían sido destruidas. En 1886 el periódico Eco de Matsnaberd reflejó la situación declarando: «Ahora las huellas son apenas perceptibles de las habitaciones y la pared de la fortaleza se encuentra en ruinas...»